# Shloime Anski
Shloime Anski (también An-Ski, n. 1863 – m. 8 de noviembre de 1920), seudónimo de Solomon Seinwil Rapoport, fue un escritor, periodista y etnógrafo ruso-judío. Como autor de piezas de teatro, gracias a El Dybbuk, o Entre dos mundos, es considerado un clásico de la literatura en yidis. Como académico, documentó el folclore y las creencias místicas judías.

## Biografía
Nació en Cháshniki, gobernación de Vítebsk (actual Bielorrusia, entonces parte del Imperio ruso). Viajó alrededor de casi toda la región occidental del Imperio ruso. Inicialmente, escribió en ruso, pero desde 1904, se hizo también conocido como autor en yidis.
Al principio, recibió gran influencia del movimiento Naródnik ruso, Anski se interesó pronto en la etnografía. Entre 1911 y el estallido de la Primera Guerra Mundial, lideró expediciones etnográficas a varios pueblos judíos en Volinia y Podolia.
Es más conocido por ser autor de la pieza teatral El Dybbuk o Entre dos mundos, que fue estrenada en el Teatro Elíseo en Varsovia, dos meses después de la muerte de Anski en Otwock, Segunda República Polaca, el 8 de noviembre de 1920. Anski fue también autor de la canción Di Shvue (El juramento), que se convirtió en himno de la Unión General de trabajadores judíos de Lituania, Polonia y Rusia y varias otras obras literarias, tanto en ruso como en yidis.

## Labor etnográfica

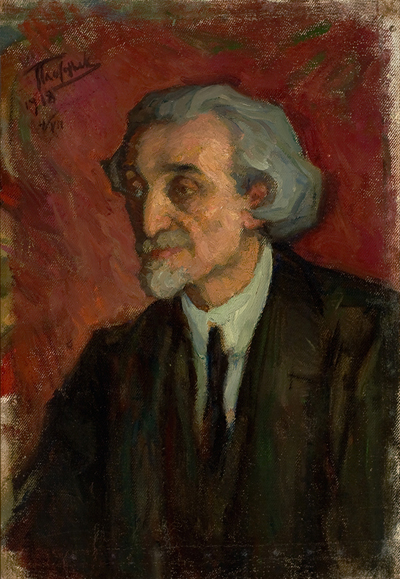
Shloime Anski. Retrato por Leonid Pasternak. 1918

Sus colecciones etnológicas fueron encerradas en bóvedas soviéticas por años, pero algún material ha salido a la luz desde los años 1990. El Museo etnográfico del Estado en San Petersburgo conserva buena parte de esta colección. Asimismo, algo de esta vasta colección de grabaciones realizadas en estas expediciones han sido grabadas en discos compactos.
Su informe etnográfico sobre la destrucción deliberada de las comunidades judías por parte del Ejército ruso en la Primera Guerra Mundial, The Enemy at His Pleasure: A Journey Through the Jewish Pale of Settlement During World War I, se ha convertido en una fuente central en la historiografía del impacto de la guerra en las poblaciones civiles.